# Estrela Ap e Bp
As estrelas Ap e Bp são estrelas peculiares (de onde provém o p) de tipos espectrais A e B que mostram sobreabundâncias de alguns elementos de terras-raras (como por exemplo európio) ou de outros elementos (como estrôncio). A velocidade de rotação estas estrelas é muito mais lenta que a habitual em estrelas de tipo A e B, ainda que em alguns casos chegue a ≈ 100 km/s. Possuem campos magnéticos mais fortes, alcançando em alguns casos ≈ 40 kG (4 T).
A localização espacial das sobreabundâncias químicas está relacionada com a geometria do campo magnético. Algumas de estas estrelas apresentam variações na velocidade radial provenientes de pulsações de vários minutos de duração. Para o estudo destas estrelas utiliza-se a espectroscopia de alta resolução juntamente com a imagem Doppler, que configura um mapa da superfície estelar a partir da rotação da estrela.
Alioth (ε Ursae Majoris) é a estrela Ap mais brilhante. Outras estrelas Ap são α Circini, θ Aurigae A, ι Cassiopeiae A e θ1 Microscopii. 